# The Big Bang Theory/Episodenliste

Logo zur Serie

Diese Episodenliste enthält alle Episoden der US-amerikanischen Sitcom The Big Bang Theory, sortiert nach der US-amerikanischen Erstausstrahlung. Die Fernsehserie umfasst insgesamt zwölf Staffeln mit 279 Episoden. Mark Cendrowski ist der Hauptregisseur der Serie und hat 244 Folgen inszeniert.

## Übersicht
| Staffel | Episodenanzahl | Erstausstrahlung USA | Erstausstrahlung USA | Deutschsprachige Erstausstrahlung | Deutschsprachige Erstausstrahlung |
| Staffel | Episodenanzahl | Staffelpremiere      | Staffelfinale        | Staffelpremiere                   | Staffelfinale                     |
| ------- | -------------- | -------------------- | -------------------- | --------------------------------- | --------------------------------- |
| 1       | 17             | 24. September 2007   | 19. Mai 2008         | 11. Juli 2009                     | 26. September 2009                |
| 2       | 23             | 22. September 2008   | 11. Mai 2009         | 10. Oktober 2009                  | 19. Dezember 2009                 |
| 3       | 23             | 21. September 2009   | 24. Mai 2010         | 7. Februar 2011                   | 22. Februar 2011                  |
| 4       | 24             | 23. September 2010   | 19. Mai 2011         | 6. September 2011                 | 26. November 2011                 |
| 5       | 24             | 22. September 2011   | 10. Mai 2012         | 13. März 2012                     | 13. November 2012                 |
| 6       | 24             | 27. September 2012   | 16. Mai 2013         | 28. Januar 2013                   | 25. November 2013                 |
| 7       | 24             | 26. September 2013   | 15. Mai 2014         | 6. Januar 2014                    | 17. November 2014                 |
| 8       | 24             | 22. September 2014   | 7. Mai 2015          | 5. Januar 2015                    | 30. November 2015                 |
| 9       | 24             | 21. September 2015   | 12. Mai 2016         | 4. Januar 2016                    | 21. November 2016                 |
| 10      | 24             | 19. September 2016   | 11. Mai 2017         | 2. Januar 2017                    | 30. Oktober 2017                  |
| 11      | 24             | 25. September 2017   | 10. Mai 2018         | 8. Januar 2018                    | 6. November 2018                  |
| 12      | 24             | 24. September 2018   | 16. Mai 2019         | 1. Januar 2019                    | 12. November 2019                 |
| Special | 1              | 16. Mai 2019         | 16. Mai 2019         | 12. November 2019                 | 12. November 2019                 |

## Staffel 1
Die Erstausstrahlung der ersten Staffel war vom 24. September 2007 bis zum 19. Mai 2008 auf dem US-amerikanischen Fernsehsender CBS zu sehen. Die deutschsprachige Erstausstrahlung sendete der deutsche Free-TV-Sender ProSieben vom 11. Juli bis zum 26. September 2009.
| Nr. (ges.) | Nr. (St.) | Deutscher Titel                    | Originaltitel                      | Erstausstrahlung USA | Deutschsprachige Erstausstrahlung (D) | Regie            | Drehbuch                                                                  |
| ---------- | --------- | ---------------------------------- | ---------------------------------- | -------------------- | ------------------------------------- | ---------------- | ------------------------------------------------------------------------- |
| 1          | 1         | Penny und die Physiker             | Pilot                              | 24. Sep. 2007        | 11. Juli 2009                         | James Burrows    | Chuck Lorre & Bill Prady                                                  |
| 2          | 2         | Chaos-Theorie                      | The Big Bran Hypothesis            | 1. Okt. 2007         | 18. Juli 2009                         | Mark Cendrowski  | Robert Cohen & Dave Goetsch Idee: Chuck Lorre & Bill Prady                |
| 3          | 3         | Erregungsfaktor: Null              | The Fuzzy Boots Corollary          | 8. Okt. 2007         | 25. Juli 2009                         | Mark Cendrowski  | Bill Prady & Steven Molaro Idee: Chuck Lorre                              |
| 4          | 4         | Die Leuchtfisch-Idee               | The Luminous Fish Effect           | 15. Okt. 2007        | 1. Aug. 2009                          | Mark Cendrowski  | David Litt & Lee Aronsohn Idee: Chuck Lorre & Bill Prady                  |
| 5          | 5         | Die andere Seite der Krawatte      | The Hamburger Postulate            | 22. Okt. 2007        | 8. Aug. 2009                          | Andrew D. Weyman | Dave Goetsch & Steven Molaro Idee: Jennifer Glickman                      |
| 6          | 6         | Das Mittelerde-Paradigma           | The Middle Earth Paradigm          | 29. Okt. 2007        | 15. Aug. 2009                         | Mark Cendrowski  | David Litt & Robert Cohen Idee: Dave Goetsch                              |
| 7          | 7         | Das Vorspeisen-Dilemma             | The Dumpling Paradox               | 5. Nov. 2007         | 22. Aug. 2009                         | Mark Cendrowski  | Lee Aronsohn & Jennifer Glickman Idee: Chuck Lorre & Bill Prady           |
| 8          | 8         | Das Lalita-Problem                 | The Grasshopper Experiment         | 12. Nov. 2007        | 29. Aug. 2009                         | Ted Wass         | Lee Aronsohn & Robert Cohen Idee: Dave Goetsch & Steven Molaro            |
| 9          | 9         | Der Cooper-Hofstadter-Antagonismus | The Cooper-Hofstadter Polarization | 17. März 2008        | 29. Aug. 2009                         | Joel Murray      | Chuck Lorre, Lee Aronsohn & Dave Goetsch Idee: Bill Prady & Stephen Engel |
| 10         | 10        | Loobenfelds Netz der Lügen         | The Loobenfeld Decay               | 24. März 2008        | 5. Sep. 2009                          | Mark Cendrowski  | Bill Prady & Lee Aronsohn Idee: Chuck Lorre                               |
| 11         | 11        | Alles fließt                       | The Pancake Batter Anomaly         | 31. März 2008        | 5. Sep. 2009                          | Mark Cendrowski  | Bill Prady & Stephen Engel Idee: Chuck Lorre & Lee Aronsohn               |
| 12         | 12        | Das Jerusalem-Projekt              | The Jerusalem Duality              | 14. Apr. 2008        | 12. Sep. 2009                         | Mark Cendrowski  | Dave Goetsch & Steven Molaro Idee: Jennifer Glickman & Stephen Engel      |
| 13         | 13        | Superbowl für Physiker             | The Bat Jar Conjecture             | 21. Apr. 2008        | 12. Sep. 2009                         | Mark Cendrowski  | Bill Prady & Robert Cohen Idee: Stephen Engel & Jennifer Glickman         |
| 14         | 14        | Die Zeitmaschine                   | The Nerdvana Annihilation          | 28. Apr. 2008        | 19. Sep. 2009                         | Mark Cendrowski  | Stephen Engel & Steven Molaro Idee: Bill Prady                            |
| 15         | 15        | Sheldon 2.0                        | The Pork Chop Indeterminacy        | 5. Mai 2008          | 19. Sep. 2009                         | Mark Cendrowski  | Lee Aronsohn & Bill Prady Idee: Chuck Lorre                               |
| 16         | 16        | Die Erdnuss-Reaktion               | The Peanut Reaction                | 12. Mai 2008         | 26. Sep. 2009                         | Mark Cendrowski  | Dave Goetsch & Steven Molaro Idee: Bill Prady & Lee Aronsohn              |
| 17         | 17        | Schrödingers Katze                 | The Tangerine Factor               | 19. Mai 2008         | 26. Sep. 2009                         | Mark Cendrowski  | Lee Aronsohn & Steven Molaro Idee: Chuck Lorre & Bill Prady               |

## Staffel 2
Die Erstausstrahlung der zweiten Staffel war vom 22. September 2008 bis zum 11. Mai 2009 auf dem US-amerikanischen Fernsehsender CBS zu sehen. Die deutschsprachige Erstausstrahlung sendete der deutsche Free-TV-Sender ProSieben vom 10. Oktober bis zum 19. Dezember 2009.
| Nr. (ges.) | Nr. (St.) | Deutscher Titel                | Originaltitel                       | Erstausstrahlung USA | Deutschsprachige Erstausstrahlung (D) | Regie           | Drehbuch                                                               |
| ---------- | --------- | ------------------------------ | ----------------------------------- | -------------------- | ------------------------------------- | --------------- | ---------------------------------------------------------------------- |
| 18         | 1         | Milch mit Valium               | The Bad Fish Paradigm               | 22. Sep. 2008        | 10. Okt. 2009                         | Mark Cendrowski | Steven Molaro & David Goetsch Idee: Bill Prady                         |
| 19         | 2         | Sex mit der Erzfeindin         | The Codpiece Topology               | 29. Sep. 2008        | 10. Okt. 2009                         | Mark Cendrowski | Bill Prady & Lee Aronsohn Idee: Chuck Lorre                            |
| 20         | 3         | Das Conan-Spiel                | The Barbarian Sublimation           | 6. Okt. 2008         | 17. Okt. 2009                         | Mark Cendrowski | Steven Molaro & Eric Kaplan Idee: Nicole Lorre                         |
| 21         | 4         | Planet Bollywood               | The Griffin Equivalency             | 13. Okt. 2008        | 17. Okt. 2009                         | Mark Cendrowski | Stephen Engel & Tim Doyle Idee: Chuck Lorre & Bill Prady               |
| 22         | 5         | Homo Novus Automobilis         | The Euclid Alternative              | 20. Okt. 2008        | 24. Okt. 2009                         | Mark Cendrowski | Steven Molaro & Bill Prady Idee: Lee Aronsohn & David Goetsch          |
| 23         | 6         | Das Cooper-Nowitzki-Theorem    | The Cooper-Nowitzki Theorem         | 3. Nov. 2008         | 24. Okt. 2009                         | Mark Cendrowski | Tim Doyle & Richard Rosenstock Idee: Stephen Engel & Daley Haggar      |
| 24         | 7         | Dessous auf der Oberleitung    | The Panty Pinata Polarization       | 10. Nov. 2008        | 31. Okt. 2009                         | Mark Cendrowski | Jennifer Glickman & Steven Molaro Idee: Bill Prady & Tim Doyle         |
| 25         | 8         | Stein, Schere, Spock           | The Lizard-Spock Expansion          | 17. Nov. 2008        | 31. Okt. 2009                         | Mark Cendrowski | Jennifer Glickman & David Goetsch Idee: Bill Prady                     |
| 26         | 9         | Unflotter Dreier               | The White Asparagus Triangulation   | 24. Nov. 2008        | 7. Nov. 2009                          | Mark Cendrowski | Stephen Engel & Richard Rosenstock Idee: David Goetsch & Steven Molaro |
| 27         | 10        | Kleines Gesäß mit Honig        | The Vartabedian Conundrum           | 8. Dez. 2008         | 7. Nov. 2009                          | Mark Cendrowski | Richard Rosenstock & Bill Prady Idee: Steven Molaro & Chuck Lorre      |
| 28         | 11        | Die Geschenk-Hypothese         | The Bath Item Gift Hypothesis       | 15. Dez. 2008        | 14. Nov. 2009                         | Mark Cendrowski | Eric Kaplan & Stephen Engel Idee: Richard Rosenstock & Bill Prady      |
| 29         | 12        | Monte, der Roboter             | The Killer Robot Instability        | 12. Jan. 2009        | 14. Nov. 2009                         | Mark Cendrowski | Daley Haggar & Steven Molaro Idee: Richard Rosenstock & Bill Prady     |
| 30         | 13        | Der Freundschafts-Algorithmus  | The Friendship Algorithm            | 19. Jan. 2009        | 21. Nov. 2009                         | Mark Cendrowski | Chuck Lorre & Steven Molaro Idee: Bill Prady & Richard Rosenstock      |
| 31         | 14        | In der Kreditklemme            | The Financial Permeability          | 2. Feb. 2009         | 21. Nov. 2009                         | Mark Cendrowski | Richard Rosenstock & Eric Kaplan Idee: Chuck Lorre & Steven Molaro     |
| 32         | 15        | Die Streichelmaschine          | The Maternal Capacitance            | 9. Feb. 2009         | 28. Nov. 2009                         | Mark Cendrowski | Richard Rosenstock & Steven Molaro Idee: Chuck Lorre & Bill Prady      |
| 33         | 16        | Die Kissen-Katastrophe         | The Cushion Saturation              | 2. März 2009         | 28. Nov. 2009                         | Mark Cendrowski | Bill Prady & Lee Aronsohn Idee: Chuck Lorre                            |
| 34         | 17        | Das Placebo-Bier               | The Terminator Decoupling           | 9. März 2009         | 5. Dez. 2009                          | Mark Cendrowski | Tim Doyle & Stephen Engel Idee: Bill Prady & Dave Goetsch              |
| 35         | 18        | Business im Wohnzimmer         | The Work Song Nanocluster           | 16. März 2009        | 5. Dez. 2009                          | Mark Cendrowski | Dave Goetsch & Richard Rosenstock Idee: Bill Prady & Lee Aronsohn      |
| 36         | 19        | Der Kampf der Bienenköniginnen | The Dead Hooker Juxtaposition       | 30. März 2009        | 12. Dez. 2009                         | Peter Chakos    | Steven Molaro                                                          |
| 37         | 20        | Der Wolowitz-Koeffizient       | The Hofstadter Isotope              | 13. Apr. 2009        | 12. Dez. 2009                         | Mark Cendrowski | David Goetsch                                                          |
| 38         | 21        | Die Las-Vegas-Kur              | The Vegas Renormalization           | 27. Apr. 2009        | 19. Dez. 2009                         | Mark Cendrowski | Steven Molaro Idee: Jessica Ambrosetti, Nicole Lorre & Andrew Roth     |
| 39         | 22        | Die Weltraumtoilette           | The Classified Materials Turbulence | 4. Mai 2009          | 19. Dez. 2009                         | Mark Cendrowski | Bill Prady & Steven Molaro Idee: Chuck Lorre & Lee Aronsohn            |
| 40         | 23        | Drei Monate im Eis             | The Monopolar Expedition            | 11. Mai 2009         | 19. Dez. 2009                         | Mark Cendrowski | Eric Kaplan & Richard Rosenstock                                       |

## Staffel 3
Die Erstausstrahlung der dritten Staffel war vom 21. September 2009 bis zum 24. Mai 2010 auf dem US-amerikanischen Fernsehsender CBS zu sehen. Die deutschsprachige Erstausstrahlung sendete der deutsche Free-TV-Sender ProSieben vom 7. bis zum 22. Februar 2011.
| Nr. (ges.) | Nr. (St.) | Deutscher Titel                 | Originaltitel                       | Erstausstrahlung USA | Deutschsprachige Erstausstrahlung (D) | Regie           | Drehbuch |
| ---------- | --------- | ------------------------------- | ----------------------------------- | -------------------- | ------------------------------------- | --------------- | --- |
| 41         | 1         | Der Nordpol-Plan                | The Electric Can Opener Fluctuation | 21. Sep. 2009        | 7. Feb. 2011                          | Mark Cendrowski | Steven Molaro |
| 42         | 2         | Die Grillenwette                | The Jiminy Conjecture               | 28. Sep. 2009        | 7. Feb. 2011                          | Mark Cendrowski | Jim Reynolds |
| 43         | 3         | Sex oder Pralinen               | The Gothowitz Deviation             | 5. Okt. 2009         | 8. Feb. 2011                          | Mark Cendrowski | Bill Prady & Maria Ferrari Idee: Lee Aronsohn & Richard Rosenstock                                                           |
| 44         | 4         | Für ihn oder mit ihm            | The Pirate Solution                 | 12. Okt. 2009        | 8. Feb. 2011                          | Mark Cendrowski | Steve Holland |
| 45         | 5         | Der Mann, der seine Omi liebte  | The Creepy Candy Coating Corollary  | 19. Okt. 2009        | 9. Feb. 2011                          | Mark Cendrowski | Chuck Lorre & Bill Prady |
| 46         | 6         | Football für Nerds              | The Cornhusker Vortex               | 2. Nov. 2009         | 9. Feb. 2011                          | Mark Cendrowski | Bill Prady & Maria Ferrari                                                                                                   |
| 47         | 7         | Der Gitarrist auf der Couch     | The Guitarist Amplification         | 9. Nov. 2009         | 10. Feb. 2011                         | Mark Cendrowski | Chuck Lorre & Lee Aronsohn                                                                                                   |
| 48         | 8         | Das Suppentattoo                | The Adhesive Duck Deficiency        | 16. Nov. 2009        | 10. Feb. 2011                         | Mark Cendrowski | Steven Molaro, Eric Kaplan & Maria Ferrari Idee: Chuck Lorre, Bill Prady & David Goetsch                                     |
| 49         | 9         | Die Racheformel                 | The Vengeance Formulation           | 23. Nov. 2009        | 11. Feb. 2011                         | Mark Cendrowski | Richard Rosenstock, Jim Reynolds & Steve Holland Idee: Chuck Lorre & Maria Ferrari                                           |
| 50         | 10        | Das Gorilla-Projekt             | The Gorilla Experiment              | 7. Dez. 2009         | 11. Feb. 2011                         | Mark Cendrowski | Bill Prady, Steven Molaro & Maria Ferrari Idee: Chuck Lorre, Richard Rosenstock & Steve Holland                              |
| 51         | 11        | Mädels an der Bar               | The Maternal Congruence             | 14. Dez. 2009        | 14. Feb. 2011                         | Mark Cendrowski | Chuck Lorre, Bill Prady & David Goetsch Idee: Steven Molaro, Richard Rosenstock & Maria Ferrari                              |
| 52         | 12        | Howards Phasen                  | The Psychic Vortex                  | 11. Jan. 2010        | 14. Feb. 2011                         | Mark Cendrowski | Chuck Lorre, Eric Kaplan & Jim Reynolds Idee: Lee Aronsohn & Steven Molaro                                                   |
| 53         | 13        | Terror in der Stadt der Rosen   | The Bozeman Reaction                | 18. Jan. 2010        | 15. Feb. 2011                         | Mark Cendrowski | Chuck Lorre, Steven Molaro & Steve Holland Idee: Bill Prady, Lee Aronsohn & Jim Reynolds                                     |
| 54         | 14        | Fast wie Einstein               | The Einstein Approximation          | 1. Feb. 2010         | 15. Feb. 2011                         | Mark Cendrowski | Chuck Lorre, Steven Molaro & Eric Kaplan Idee: Lee Aronsohn, Dave Goetsch & Steve Holland                                    |
| 55         | 15        | Freiflug nach Genf              | The Large Hadron Collision          | 8. Feb. 2010         | 16. Feb. 2011                         | Mark Cendrowski | Lee Aronsohn, Richard Rosenstock & Maria Ferrari Idee: Chuck Lorre, Steven Molaro & Jim Reynolds                             |
| 56         | 16        | Sheldon pro se                  | The Excelsior Acquisition           | 1. März 2010         | 16. Feb. 2011                         | Peter Chakos    | Bill Prady, Steve Holland & Maria Ferrari Idee: Chuck Lorre, Lee Aronsohn & Steven Molaro                                    |
| 57         | 17        | Die Herren des Rings            | The Precious Fragmentation          | 8. März 2010         | 17. Feb. 2011                         | Mark Cendrowski | Bill Prady, Steven Molaro & Richard Rosenstock Idee: Lee Aronsohn, Eric Kaplan & Maria Ferrari                               |
| 58         | 18        | Die dunkle Seite des Mondes     | The Pants Alternative               | 22. März 2010        | 17. Feb. 2011                         | Mark Cendrowski | Eric Kaplan, Richard Rosenstock & Jim Reynolds Idee: Chuck Lorre, Bill Prady & Steve Holland                                 |
| 59         | 19        | Das L-Wort                      | The Wheaton Recurrence              | 12. Apr. 2010        | 18. Feb. 2011                         | Mark Cendrowski | Bill Prady, David Goetsch, Jim Reynolds & Maria Ferrari Idee: Chuck Lorre, Steven Molaro, Nichole Lorre & Jessica Ambrosetto |
| 60         | 20        | Spaghetti mit Würstchen         | The Spaghetti Catalyst              | 3. Mai 2010          | 18. Feb. 2011                         | Anthony Rich    | Chuck Lorre, Bill Prady, Lee Aronsohn & Steven Molaro                                                                        |
| 61         | 21        | Vierer ohne Sheldon             | The Plimpton Stimulation            | 10. Mai 2010         | 21. Feb. 2011                         | Mark Cendrowski | Steven Molaro, Jim Reynolds & Maria Ferrari Idee: Chuck Lorre, Bill Prady & Lee Aronsohn                                     |
| 62         | 22        | Die Wahrheit über den Fahrstuhl | The Staircase Implementation        | 17. Mai 2010         | 21. Feb. 2011                         | Mark Cendrowski | Chuck Lorre, Dave Goetsch & Maria Ferrari Idee: Lee Aronsohn, Steven Molaro & Steve Holland                                  |
| 63         | 23        | Nie mehr dumme Typen            | The Lunar Excitation                | 24. Mai 2010         | 22. Feb. 2011                         | Peter Chakos    | Lee Aronsohn, Steven Molaro & Steve Holland Idee: Chuck Lorre, Bill Prady & Maria Ferrari                                    |

## Staffel 4
Die Erstausstrahlung der vierten Staffel war vom 23. September 2010 bis zum 19. Mai 2011 auf dem US-amerikanischen Fernsehsender CBS zu sehen. Die deutschsprachige Erstausstrahlung der ersten zwölf sowie der fünfzehnten Episode wurde vom 6. September bis zum 25. Oktober 2011 in Doppelfolgen auf ProSieben ausgestrahlt. Die deutschsprachige Erstausstrahlung der restlichen Episoden war vom 22. Oktober bis zum 26. November 2011 auf dem Schweizer Free-TV-Sender 3+ zu sehen.
| Nr. (ges.) | Nr. (St.) | Deutscher Titel                 | Originaltitel                           | Erstausstrahlung USA | Deutschsprachige Erstausstrahlung (D/CH) | Regie           | Drehbuch                                                                                    | Zuschauer (DE) |
| ---------- | --------- | ------------------------------- | --------------------------------------- | -------------------- | ---------------------------------------- | --------------- | ------------------------------------------------------------------------------------------- | -------------- |
| 64         | 1         | 31 Liebhaber, aufgerundet       | The Robotic Manipulation                | 23. Sep. 2010        | 6. Sep. 2011                             | Mark Cendrowski | Steven Molaro, Eric Kaplan & Steve Holland Idee: Chuck Lorre, Lee Aronsohn & Dave Goetsch   | 1,54 Mio.      |
| 65         | 2         | Der sicherste Ort der Welt      | The Cruciferous Vegetable Amplification | 30. Sep. 2010        | 6. Sep. 2011                             | Mark Cendrowski | Steven Molaro, Chuck Lorre & Jim Reynolds Idee: Bill Prady, Lee Aronsohn & Steve Holland    | 1,40 Mio.      |
| 66         | 3         | Paradoxe Psychologie            | The Zazzy Substitution                  | 7. Okt. 2010         | 13. Sep. 2011                            | Mark Cendrowski | Lee Aronsohn, Steven Molaro & Maria Ferrari Idee: Chuck Lorre, Bill Prady & Jim Reynolds    | 1,51 Mio.      |
| 67         | 4         | Und jetzt mit Zunge             | The Hot Troll Deviation                 | 14. Okt. 2010        | 13. Sep. 2011                            | Mark Cendrowski | Bill Prady, Lee Aronsohn & Maria Ferrari Idee: Chuck Lorre, Steven Molaro & Adam Faberman   | 1,46 Mio.      |
| 68         | 5         | Der Gestank der Verzweiflung    | The Desperation Emanation               | 21. Okt. 2010        | 20. Sep. 2011                            | Mark Cendrowski | Chuck Lorre, Steven Molaro & Steve Holland Idee: Bill Prady, Lee Aronsohn & Dave Goetsch    | 1,89 Mio.      |
| 69         | 6         | Finger weg von meiner Schwester | The Irish Pub Formulation               | 28. Okt. 2010        | 20. Sep. 2011                            | Mark Cendrowski | Bill Prady, Eric Kaplan & Maria Ferrari Idee: Chuck Lorre, Lee Aronsohn & Steven Molaro     | 1,67 Mio.      |
| 70         | 7         | Besuch vom FBI                  | The Apology Insufficiency               | 4. Nov. 2010         | 27. Sep. 2011                            | Mark Cendrowski | Bill Prady, Steven Molaro & Steve Holland Idee: Chuck Lorre, Lee Aronsohn & Maria Ferrari   | 1,56 Mio.      |
| 71         | 8         | 21 Sekunden                     | The 21 Second Excitation                | 11. Nov. 2010        | 27. Sep. 2011                            | Mark Cendrowski | Lee Aronsohn, Steven Molaro & Steve Holland Idee: Chuck Lorre, Bill Prady & Jim Reynolds    | 1,47 Mio.      |
| 72         | 9         | Der falsche richtige Freund     | The Boyfriend Complexity                | 18. Nov. 2010        | 4. Okt. 2011                             | Mark Cendrowski | Bill Prady, Steven Molaro & David Goetsch Idee: Chuck Lorre, Lee Aronsohn & Jim Reynolds    | 1,77 Mio.      |
| 73         | 10        | Die animalische Amy             | The Alien Parasite Hypothesis           | 9. Dez. 2010         | 4. Okt. 2011                             | Mark Cendrowski | Lee Aronsohn, Jim Reynolds & Maria Ferrari Idee: Chuck Lorre, Steven Molaro & Steve Holland | 1,75 Mio.      |
| 74         | 11        | Der peinliche Kuss              | The Justice League Recombination        | 16. Dez. 2010        | 11. Okt. 2011                            | Mark Cendrowski | Bill Prady, Steven Molaro & Steve Holland Idee: Chuck Lorre, Lee Aronsohn & Maria Ferrari   | 1,92 Mio.      |
| 75         | 12        | Die Bushose                     | The Bus Pants Utilization               | 6. Jan. 2011         | 11. Okt. 2011                            | Mark Cendrowski | Bill Prady, Steven Molaro & Eric Kaplan Idee: Chuck Lorre, Lee Aronsohn & Maria Ferrari     | 1,83 Mio.      |
| 76         | 13        | Die neutrale Zone               | The Love Car Displacement               | 20. Jan. 2011        | 22. Okt. 2011                            | Anthony Rich    | Lee Aronsohn, Steven Molaro & Steve Holland Idee: Chuck Lorre, Bill Prady & Dave Goetsch    | —              |
| 77         | 14        | Ein Traum von Bollywood         | The Thespian Catalyst                   | 3. Feb. 2011         | 22. Okt. 2011                            | Mark Cendrowski | Bill Prady, Steven Molaro & Maria Ferrari Idee: Chuck Lorre, Lee Aronsohn & Jim Reynolds    | —              |
| 78         | 15        | Der Mann der Stunde             | The Benefactor Factor                   | 10. Feb. 2011        | 25. Okt. 2011                            | Mark Cendrowski | Chuck Lorre, Eric Kaplan & Steve Holland Idee: Bill Prady, Lee Aronsohn & Dave Goetsch      | 1,25 Mio.      |
| 79         | 16        | Ich bin nicht deine Mutter!     | The Cohabitation Formulation            | 17. Feb. 2011        | 29. Okt. 2011                            | Mark Cendrowski | Bill Prady, Steven Molaro & Jim Reynolds Idee: Chuck Lorre, Lee Aronsohn & Dave Goetsch     | —              |
| 80         | 17        | Das Juwel von Mumbai            | The Toast Derivation                    | 24. Feb. 2011        | 1. Nov. 2011                             | Mark Cendrowski | Chuck Lorre, Steven Molaro & Jim Reynolds Idee: Bill Prady, Dave Goetsch & Maria Ferrari    | —              |
| 81         | 18        | Herz zwei                       | The Prestidigitation Approximation      | 10. März 2011        | 1. Nov. 2011                             | Mark Cendrowski | Chuck Lorre, Steven Molaro & Eric Kaplan Idee: Bill Prady, Steve Holland & Eddie Gorodetsky | —              |
| 82         | 19        | Der Zarnecki-Feldzug            | The Zarnecki Incursion                  | 31. März 2011        | 12. Nov. 2011                            | Peter Chakos    | Bill Prady, Dave Goetsch & Jim Reynolds Idee: Chuck Lorre, Steven Molaro & Maria Ferrari    | —              |
| 83         | 20        | Sag’s nicht weiter!             | The Herb Garden Germination             | 7. Apr. 2011         | 12. Nov. 2011                            | Mark Cendrowski | Bill Prady, Steven Molaro & Steve Holland Idee: Chuck Lorre, Eric Kaplan & Eddie Gorodetsky | —              |
| 84         | 21        | Souvlaki statt Pizza            | The Agreement Dissection                | 28. Apr. 2011        | 19. Nov. 2011                            | Mark Cendrowski | Chuck Lorre, Steven Molaro & Eric Kaplan Idee: Bill Prady, Dave Goetsch & Eddie Gorodetsky  | —              |
| 85         | 22        | Die Antilope im Curry           | The Wildebeest Implementation           | 5. Mai 2011          | 19. Nov. 2011                            | Mark Cendrowski | Bill Prady, Eddie Gorodetsky & Maria Ferrari Idee: Chuck Lorre, Steven Molaro & Eric Kaplan | —              |
| 86         | 23        | Hochzeit und Herzinfarkt        | The Engagement Reaction                 | 12. Mai 2011         | 26. Nov. 2011                            | Howard Murray   | Chuck Lorre, Steven Molaro & Steve Holland Idee: Bill Prady, Eric Kaplan & Jim Reynolds     | —              |
| 87         | 24        | Männertausch                    | The Roommate Transmogrification         | 19. Mai 2011         | 26. Nov. 2011                            | Mark Cendrowski | Bill Prady, Eric Kaplan & Jim Reynolds Idee: Chuck Lorre, Steven Molaro & Eddie Gorodetsky  | —              |

## Staffel 5
Die Erstausstrahlung der fünften Staffel war vom 22. September 2011 bis zum 10. Mai 2012 auf dem US-amerikanischen Sender CBS zu sehen. Die deutschsprachige Erstausstrahlung der ersten zwölf Folgen war seit dem 13. März 2012 auf ProSieben zu sehen. Die verbleibenden zwölf Folgen dieser Staffel wurden vom 28. August 2012 bis zum 13. November 2012 ebenfalls bei ProSieben ausgestrahlt.
| Nr. (ges.) | Nr. (St.) | Deutscher Titel                    | Originaltitel                    | Erstausstrahlung USA | Deutschsprachige Erstausstrahlung (D) | Regie           | Drehbuch                                                                                              | Zuschauer (USA) |
| ---------- | --------- | ---------------------------------- | -------------------------------- | -------------------- | ------------------------------------- | --------------- | --- | --------------- |
| 88         | 1         | Der Schlampen-Reflex               | The Skank Reflex Analysis        | 22. Sep. 2011        | 13. März 2012                         | Mark Cendrowski | Chuck Lorre, Bill Prady & Steven Molaro Idee: Eric Kaplan, Maria Ferrari & Anthony Del Broccolo       | 14,30 Mio.      |
| 89         | 2         | Der Seuchensessel                  | The Infestation Hypothesis       | 22. Sep. 2011        | 20. März 2012                         | Mark Cendrowski | Chuck Lorre, Jim Reynolds & Steve Holland Idee: Bill Prady, Steven Molaro & Maria Ferrari             | 14,94 Mio.      |
| 90         | 3         | Probewohnen bei Mutter             | The Pulled Groin Extrapolation   | 29. Sep. 2011        | 27. März 2012                         | Mark Cendrowski | Chuck Lorre, Eric Kaplan & Jim Reynolds Idee: Bill Prady, Steven Molaro & Dave Goetsch                | 14,74 Mio.      |
| 91         | 4         | Such Dir eine Inderin!             | The Wiggly Finger Catalyst       | 6. Okt. 2011         | 3. Apr. 2012                          | Mark Cendrowski | Bill Prady, Steven Molaro & Steve Holland Idee: Chuck Lorre, David Goetsch & Anthony Del Broccolo     | 13,92 Mio.      |
| 92         | 5         | Ab nach Baikonur!                  | The Russian Rocket Reaction      | 13. Okt. 2011        | 10. Apr. 2012                         | Mark Cendrowski | Chuck Lorre, Eric Kaplan & Maria Ferrari Idee: Bill Prady, Steven Molaro & Jim Reynolds               | 13,58 Mio.      |
| 93         | 6         | Mamis Liebling                     | The Rhinitis Revelation          | 20. Okt. 2011        | 17. Apr. 2012                         | Howard Murray   | Bill Prady, Steven Molaro & Jim Reynolds Idee: Chuck Lorre, Eric Kaplan & Steve Holland               | 14,93 Mio.      |
| 94         | 7         | Ein guter Kerl                     | The Good Guy Fluctuation         | 27. Okt. 2011        | 24. Apr. 2012                         | Mark Cendrowski | Bill Prady, Steven Molaro & Jim Reynolds Idee: Chuck Lorre, Dave Goetsch & Maria Ferrari              | 14,54 Mio.      |
| 95         | 8         | Leichtes Fummeln                   | The Isolation Permutation        | 3. Nov. 2011         | 1. Mai 2012                           | Mark Cendrowski | Bill Prady, Steven Molaro & Steve Holland Idee: Chuck Lorre, Eric Kaplan & Tara Hernandez             | 15,98 Mio.      |
| 96         | 9         | Zwei komische Vögel                | The Ornithophobia Diffusion      | 10. Nov. 2011        | 8. Mai 2012                           | Mark Cendrowski | Bill Prady, Steven Molaro & Eric Kaplan Idee: Chuck Lorre, Dave Goetsch & Anthony Del Broccolo        | 15,89 Mio.      |
| 97         | 10        | Die Beziehungsrahmen- vereinbarung | The Flaming Spittoon Acquisition | 17. Nov. 2011        | 15. Mai 2012                          | Mark Cendrowski | Bill Prady, Jim Reynolds & Steve Holland Idee: Chuck Lorre, Steven Molaro & Dave Goetsch              | 15,05 Mio.      |
| 98         | 11        | Das Speckerman-Trauma              | The Speckerman Recurrence        | 8. Dez. 2011         | 22. Mai 2012                          | Anthony Rich    | Steven Molaro, Eric Kaplan & Anthony Del Broccolo Idee: Chuck Lorre, Bill Prady & Steve Holland       | 14,02 Mio.      |
| 99         | 12        | Kinder? Nein danke!                | The Shiny Trinket Maneuver       | 12. Jan. 2012        | 29. Mai 2012                          | Mark Cendrowski | Bill Prady, Jim Reynolds & Steven Molaro Idee: Chuck Lorre, Steve Holland & Tara Hernandez            | 16,13 Mio.      |
| 100        | 13        | Penny und Leonard 2.0              | The Recombination Hypothesis     | 19. Jan. 2012        | 28. Aug. 2012                         | Mark Cendrowski | Bill Prady & Steven Molaro Idee: Chuck Lorre                                                          | 15,83 Mio.      |
| 101        | 14        | Spaß mit Flaggen                   | The Beta Test Initiation         | 26. Jan. 2012        | 4. Sep. 2012                          | Mark Cendrowski | Bill Prady, Dave Goetsch & Maria Ferrari Idee: Chuck Lorre, Steven Molaro & Eric Kaplan               | 16,13 Mio.      |
| 102        | 15        | Die Mitbewohnervereinbarung        | The Friendship Contraction       | 2. Feb. 2012         | 11. Sep. 2012                         | Mark Cendrowski | Bill Prady, Steven Molaro & Steve Holland Idee: Chuck Lorre, Eric Kaplan & Jim Reynolds               | 16,54 Mio.      |
| 103        | 16        | Die Urlaubs-Diktatur               | The Vacation Solution            | 9. Feb. 2012         | 18. Sep. 2012                         | Mark Cendrowski | Bill Prady, Steven Molaro & Maria Ferrari Idee: Chuck Lorre, Anthony Del Broccolo & Tara Hernandez    | 16,21 Mio.      |
| 104        | 17        | Antisportler                       | The Rothman Disintegration       | 16. Feb. 2012        | 25. Sep. 2012                         | Mark Cendrowski | Steven Molaro, Eric Kaplan & Jim Reynolds Idee: Chuck Lorre, Bill Prady & Steve Holland               | 15,65 Mio.      |
| 105        | 18        | Kuscheln mit dem Gürteltier        | The Werewolf Transformation      | 23. Feb. 2012        | 2. Okt. 2012                          | Mark Cendrowski | Bill Prady, Steven Molaro, Jim Reynolds & Maria Ferrari Idee: Chuck Lorre, Todd Craig & Gary Torvinen | 16,20 Mio.      |
| 106        | 19        | Wochenendkrieger                   | The Weekend Vortex               | 8. März 2012         | 9. Okt. 2012                          | Mark Cendrowski | Steven Molaro, Eric Kaplan & Steve Holland Idee: Chuck Lorre, Bill Prady & Tara Hernandez             | 15,04 Mio.      |
| 107        | 20        | Traum mit Spock                    | The Transporter Malfunction      | 29. März 2012        | 16. Okt. 2012                         | Mark Cendrowski | Steven Molaro, Jim Reynolds & Steve Holland Idee: Chuck Lorre, Bill Prady & Maria Ferrari             | 13,96 Mio.      |
| 108        | 21        | Noch so ein Weichei                | The Hawking Excitation           | 5. Apr. 2012         | 23. Okt. 2012                         | Mark Cendrowski | Chuck Lorre, Eric Kaplan & Maria Ferrari Idee: Bill Prady, Steven Molaro & Steve Holland              | 13,29 Mio.      |
| 109        | 22        | Sex auf der Waschmaschine?         | The Stag Convergence             | 26. Apr. 2012        | 30. Okt. 2012                         | Peter Chakos    | Chuck Lorre, Steven Molaro & Jim Reynolds Idee: Billy Prady, Steve Holland & Eric Kaplan              | 12,65 Mio.      |
| 110        | 23        | Falscher Ort, falsche Frage        | The Launch Acceleration          | 3. Mai 2012          | 6. Nov. 2012                          | Mark Cendrowski | Bill Prady, Steve Holland & Maria Ferrari Idee: Chuck Lorre, Steven Molaro & Jim Reynolds             | 13,91 Mio.      |
| 111        | 24        | Fruchtzwerg fliegt ins All         | The Countdown Reflection         | 10. Mai 2012         | 13. Nov. 2012                         | Mark Cendrowski | Chuck Lorre, Steven Molaro & Jim Reynolds Idee: Bill Prady, Eric Kaplan & Steve Holland               | 13,72 Mio.      |

## Staffel 6
Die Erstausstrahlung der sechsten Staffel war vom 27. September 2012 bis zum 16. Mai 2013 auf dem US-amerikanischen Sender CBS zu sehen. Die deutschsprachige Erstausstrahlung sendete der deutsche Free-TV-Sender ProSieben vom 28. Januar bis zum 25. November 2013.
| Nr. (ges.) | Nr. (St.) | Deutscher Titel                | Originaltitel                             | Erstausstrahlung USA | Deutschsprachige Erstausstrahlung (D) | Regie           | Drehbuch                                                                                           | Zuschauer (USA) |
| ---------- | --------- | ------------------------------ | ----------------------------------------- | -------------------- | ------------------------------------- | --------------- | -------------------------------------------------------------------------------------------------- | --------------- |
| 112        | 1         | Die Date-Variable              | The Date Night Variable                   | 27. Sep. 2012        | 28. Jan. 2013                         | Mark Cendrowski | Steven Molaro, Jim Reynolds & Maria Ferrari Idee: Chuck Lorre, Eric Kaplan & Steve Holland         | 15,66 Mio.      |
| 113        | 2         | Händchen halten, bitte!        | The Decoupling Fluctuation                | 4. Okt. 2012         | 4. Feb. 2013                          | Mark Cendrowski | Steven Molaro, Eric Kaplan & Steve Holland Idee: Chuck Lorre, Jim Reynolds & Maria Ferrari         | 15,18 Mio.      |
| 114        | 3         | Ein blondes Äffchen            | The Higgs Boson Observation               | 11. Okt. 2012        | 11. Feb. 2013                         | Mark Cendrowski | Chuck Lorre, Jim Reynolds & Maria Ferrari Idee: Steven Molaro, Dave Goetsch & Steve Holland        | 14,23 Mio.      |
| 115        | 4         | Armer Astronaut                | The Re-Entry Minimization                 | 18. Okt. 2012        | 18. Feb. 2013                         | Mark Cendrowski | Chuck Lorre, Steven Molaro & Eric Kaplan Idee: Bill Prady, Jim Reynolds & Anthony Del Broccolo     | 15,73 Mio.      |
| 116        | 5         | Holographisch erregt           | The Holographic Excitation                | 25. Okt. 2012        | 25. Feb. 2013                         | Mark Cendrowski | Steven Molaro, Steve Holland & Maria Ferrari Idee: Chuck Lorre, Eric Kaplan & Jeremy Howe          | 15,82 Mio.      |
| 117        | 6         | Akt und Extrakt                | The Extract Obliteration                  | 1. Nov. 2012         | 25. Feb. 2013                         | Mark Cendrowski | Steven Molaro, Jim Reynolds & Eric Kaplan Idee: Chuck Lorre, Bill Prady & Steve Holland            | 15,90 Mio.      |
| 118        | 7         | Spaß mit Flaggen (2)           | The Habitation Configuration              | 8. Nov. 2012         | 4. März 2013                          | Mark Cendrowski | Steven Molaro, Steve Holland & Maria Ferrari Idee: Chuck Lorre, Eric Kaplan & Jim Reynolds         | 16,68 Mio.      |
| 119        | 8         | Das Rätsel der 43              | The 43 Peculiarity                        | 15. Nov. 2012        | 11. März 2013                         | Mark Cendrowski | Steven Molaro, Jim Reynolds & Steve Holland Idee: Chuck Lorre, Dave Goetsch & Anthony Del Broccolo | 17,63 Mio.      |
| 120        | 9         | Die Parkplatz-Eskalation       | The Parking Spot Escalation               | 29. Nov. 2012        | 18. März 2013                         | Peter Chakos    | Steven Molaro, Steve Holland & Mike Ferrari Idee: Chuck Lorre, Eric Kaplan & Adam Faberman         | 17,25 Mio.      |
| 121        | 10        | Strafe muss sein               | The Fish Guts Displacement                | 6. Dez. 2012         | 25. März 2013                         | Mark Cendrowski | Steven Molaro, Eric Kaplan & Jim Reynolds Idee: Chuck Lorre, Bill Prady & Tara Hernandez           | 16,94 Mio.      |
| 122        | 11        | Mädelsabend mit Kerl           | The Santa Simulation                      | 13. Dez. 2012        | 8. Apr. 2013                          | Mark Cendrowski | Steven Molaro, Jim Reynolds & Maria Ferrari Idee: Chuck Lorre, Eric Kaplan & Steve Holland         | 16,77 Mio.      |
| 123        | 12        | Das Eiersalat-Äquivalent       | The Egg Salad Equivalency                 | 3. Jan. 2013         | 15. Apr. 2013                         | Mark Cendrowski | Steven Molaro, Bill Prady & Steve Holland Idee: Chuck Lorre, Eric Kaplan & Jim Reynolds            | 19,25 Mio.      |
| 124        | 13        | Man lernt nie aus              | The Bakersfield Expedition                | 10. Jan. 2013        | 26. Aug. 2013                         | Mark Cendrowski | Steven Molaro, Eric Kaplan & Maria Ferrari Idee: Chuck Lorre, Jim Reynolds & Steve Holland         | 20,00 Mio.      |
| 125        | 14        | Willkommen in der Donnerkuppel | The Cooper/Kripke Inversion               | 31. Jan. 2013        | 26. Aug. 2013                         | Mark Cendrowski | Steven Molaro, Jim Reynolds & Steve Holland Idee: Chuck Lorre, Eric Kaplan & Anthony Del Broccolo  | 17,76 Mio.      |
| 126        | 15        | Spoileralarm!                  | The Spoiler Alert Segmentation            | 7. Feb. 2013         | 2. Sep. 2013                          | Mark Cendrowski | Steven Molaro, Maria Ferrari & Adam Faberman Idee: Chuck Lorre, Eric Kaplan & Steve Holland        | 18,98 Mio.      |
| 127        | 16        | Der Romantik-Ninja             | The Tangible Affection Proof              | 14. Feb. 2013        | 9. Sep. 2013                          | Mark Cendrowski | Steven Molaro, Jim Reynolds & Tara Hernandez Idee: Chuck Lorre, Bill Prady & Steve Holland         | 17,89 Mio.      |
| 128        | 17        | Keiner ist so kaputt wie ich   | The Monster Isolation                     | 21. Feb. 2013        | 16. Sep. 2013                         | Mark Cendrowski | Steven Molaro, Eric Kaplan & Steve Holland Idee: Chuck Lorre, Dave Goetsch & Maria Ferrari         | 17,62 Mio.      |
| 129        | 18        | Prinzessinnen der Wissenschaft | The Contractual Obligation Implementation | 7. März 2013         | 23. Sep. 2013                         | Mark Cendrowski | Steven Molaro, Jim Reynolds & Maria Ferrari Idee: Chuck Lorre, Eric Kaplan & Steve Holland         | 17,63 Mio.      |
| 130        | 19        | Ordnung in der Abstellkammer   | The Closet Reconfiguration                | 14. März 2013        | 30. Sep. 2013                         | Mark Cendrowski | Steven Molaro, Steve Holland & Eric Kaplan Idee: Chuck Lorre, Jim Reynolds & Maria Ferrari         | 15,90 Mio.      |
| 131        | 20        | Kein Job fürs Leben            | The Tenure Turbulence                     | 4. Apr. 2013         | 14. Okt. 2013                         | Mark Cendrowski | Chuck Lorre, Steve Holland & Jim Reynolds Idee: Steven Molaro, Eric Kaplan & Maria Ferrari         | 17,24 Mio.      |
| 132        | 21        | Abschluss-Probleme             | The Closure Alternative                   | 25. Apr. 2013        | 28. Okt. 2013                         | Mark Cendrowski | Steven Molaro, Jim Reynolds & Steve Holland Idee: Chuck Lorre, Bill Prady & Tara Hernandez         | 15,05 Mio.      |
| 133        | 22        | Professor Proton               | The Proton Resurgence                     | 2. Mai 2013          | 11. Nov. 2013                         | Mark Cendrowski | Steven Molaro, Eric Kaplan & Maria Ferrari Idee: Chuck Lorre, Jim Reynolds & Steve Holland         | 16,29 Mio.      |
| 134        | 23        | Würfeln und küssen             | The Love Spell Potential                  | 9. Mai 2013          | 18. Nov. 2013                         | Anthony Rich    | Steven Molaro, Eric Kaplan & Steve Holland Idee: Chuck Lorre, Jim Reynolds & Maria Ferrari         | 16,30 Mio.      |
| 135        | 24        | Wie ein Wasserfall             | The Bon Voyage Reaction                   | 16. Mai 2013         | 25. Nov. 2013                         | Mark Cendrowski | Chuck Lorre, Jim Reynolds & Maria Ferrari Idee: Steven Molaro, Steve Holland & Tara Hernandez      | 15,48 Mio.      |

## Staffel 7
Die Erstausstrahlung der siebten Staffel war vom 26. September 2013 bis zum 15. Mai 2014 auf dem US-amerikanischen Sender CBS zu sehen. Die deutschsprachige Erstausstrahlung sendete der deutsche Free-TV-Sender ProSieben vom 6. Januar bis zum 17. November 2014.
| Nr. (ges.) | Nr. (St.) | Deutscher Titel              | Originaltitel                      | Erstausstrahlung USA | Deutschsprachige Erstausstrahlung (D) | Regie           | Drehbuch                                                                                          | Zuschauer (USA) |
| ---------- | --------- | ---------------------------- | ---------------------------------- | -------------------- | ------------------------------------- | --------------- | ------------------------------------------------------------------------------------------------- | --------------- |
| 136        | 1         | Drinks von Fremden           | The Hofstadter Insufficiency       | 26. Sep. 2013        | 6. Jan. 2014                          | Mark Cendrowski | Eric Kaplan, Jim Reynolds & Steve Holland Idee: Chuck Lorre, Steven Molaro & Tara Hernandez       | 18,99 Mio.      |
| 137        | 2         | Eine Körbchengröße mehr      | The Deception Verification         | 26. Sep. 2013        | 13. Jan. 2014                         | Mark Cendrowski | Steven Molaro, Steve Holland & Maria Ferrari Idee: Chuck Lorre, Eric Kaplan & Jim Reynolds        | 20,44 Mio.      |
| 138        | 3         | Schnitzeljagd mit Nerds      | The Scavenger Vortex               | 3. Okt. 2013         | 20. Jan. 2014                         | Mark Cendrowski | Steven Molaro, Jim Reynolds & Maria Ferrari Idee: Dave Goetsch, Eric Kaplan & Steve Holland       | 18,22 Mio.      |
| 139        | 4         | Ostereier im Juni            | The Raiders Minimization           | 10. Okt. 2013        | 27. Jan. 2014                         | Mark Cendrowski | Steven Molaro, Steve Holland & Maria Ferrari Idee: Chuck Lorre, Jim Reynolds & Tara Hernandez     | 17,64 Mio.      |
| 140        | 5         | Tritte unter dem Tisch       | The Workplace Proximity            | 17. Okt. 2013        | 3. Feb. 2014                          | Mark Cendrowski | Steven Molaro, Steve Holland & Maria Ferrari Idee: Chuck Lorre, Jim Reynolds & Tara Hernandez     | 17,80 Mio.      |
| 141        | 6         | Ein erfreulicher Fehler      | The Romance Resonance              | 24. Okt. 2013        | 10. Feb. 2014                         | Mark Cendrowski | Steven Molaro, Steve Holland & Maria Ferrari Idee: Eric Kaplan, Jim Reynolds & Tara Hernandez     | 16,98 Mio.      |
| 142        | 7         | Der Proton-Ersatz            | The Proton Displacement            | 7. Nov. 2013         | 17. Feb. 2014                         | Mark Cendrowski | Steven Molaro, Eric Kaplan & Jim Reynolds Idee: Chuck Lorre, Maria Ferrari & Anthony del Broccolo | 16,89 Mio.      |
| 143        | 8         | Juckreiz im Gehirn           | The Itchy Brain Simulation         | 14. Nov. 2013        | 24. Feb. 2014                         | Mark Cendrowski | Eric Kaplan, Steve Holland & Maria Ferrari Idee: Steven Molaro, Bill Prady & Jim Reynolds         | 18,30 Mio.      |
| 144        | 9         | Bier und Football            | The Thanksgiving Decoupling        | 21. Nov. 2013        | 3. März 2014                          | Mark Cendrowski | Steven Molaro, Jim Reynolds & Jeremy Howe Idee: Eric Kaplan, Steve Holland & Maria Ferrari        | 18,94 Mio.      |
| 145        | 10        | Jodeln für Nerds             | The Discovery Dissipation          | 5. Dez. 2013         | 10. März 2014                         | Mark Cendrowski | Steven Molaro, Steve Holland & Adam Faberman Idee: Eric Kaplan, Jim Reynolds & Maria Ferrari      | 15,63 Mio.      |
| 146        | 11        | Onkel Doktor Cooper          | The Cooper Extraction              | 12. Dez. 2013        | 17. März 2014                         | Mark Cendrowski | Jim Reynolds, Steve Holland & Tara Hernandez Idee: Steven Molaro, Eric Kaplan & Maria Ferrari     | 17,68 Mio.      |
| 147        | 12        | Keine hübschen Frauen!       | The Hesitation Ramification        | 2. Jan. 2014         | 24. März 2014                         | Mark Cendrowski | Steven Molaro, Steve Holland & Maria Ferrari Idee: Dave Goetsch, Jim Reynolds & Tara Hernandez    | 19,20 Mio.      |
| 148        | 13        | Für immer zu dritt           | The Occupation Recalibration       | 9. Jan. 2014         | 8. Sep. 2014                          | Mark Cendrowski | Steven Molaro, Jim Reynolds & Steve Holland Idee: Eric Kaplan, Maria Ferrari & Tara Hernandez     | 20,35 Mio.      |
| 149        | 14        | Ein Abend mit Darth Vader    | The Convention Conundrum           | 30. Jan. 2014        | 8. Sep. 2014                          | Mark Cendrowski | Steven Molaro, Dave Goetsch & Steve Holland Idee: Eric Kaplan, Jim Reynolds & Adam Faberman       | 19,05 Mio.      |
| 150        | 15        | Eisenbahnromantik            | The Locomotive Manipulation        | 6. Feb. 2014         | 15. Sep. 2014                         | Mark Cendrowski | Steven Molaro, Eric Kaplan & Maria Ferrari Idee: Jim Reynolds, Steve Holland & Tara Hernandez     | 17,53 Mio.      |
| 151        | 16        | Die Spaßbremse               | The Table Polarization             | 27. Feb. 2014        | 22. Sep. 2014                         | Gay Linvill     | Chuck Lorre, Jim Reynolds & Steve Holland Idee: Steven Molaro, Maria Ferrari & Tara Hernandez     | 17,73 Mio.      |
| 152        | 17        | Wenn Männer Händchen halten… | The Friendship Turbulence          | 6. März 2014         | 29. Sep. 2014                         | Mark Cendrowski | Jim Reynolds, Steve Holland & Maria Ferrari Idee: Steven Molaro, Eric Kaplan & Tara Hernandez     | 18,09 Mio.      |
| 153        | 18        | Mein Gespräch mit Mutter     | The Mommy Observation              | 13. März 2014        | 6. Okt. 2014                          | Mark Cendrowski | Jim Reynolds, Steve Holland & Maria Ferrari Idee: Steven Molaro, Eric Kaplan & Tara Hernandez     | 17,34 Mio.      |
| 154        | 19        | Reife Leistung, Playboy!     | The Indecision Amalgamation        | 3. Apr. 2014         | 13. Okt. 2014                         | Anthony Rich    | Steven Molaro, Dave Goetsch & Steve Holland Idee: Bill Prady, Eric Kaplan & Jim Reynolds          | 17,73 Mio.      |
| 155        | 20        | Klozilla                     | The Relationship Diremption        | 10. Apr. 2014        | 20. Okt. 2014                         | Mark Cendrowski | Chuck Lorre, Eric Kaplan & Steve Holland Idee: Steven Molaro, Bill Prady & Jim Reynolds           | 16,29 Mio.      |
| 156        | 21        | Schulmädchenreport           | The Anything Can Happen Recurrence | 24. Apr. 2014        | 27. Okt. 2014                         | Mark Cendrowski | Jim Reynolds, Steve Holland & Tara Hernandez Idee: Steven Molaro, Eric Kaplan & Adam Faberman     | 16,44 Mio.      |
| 157        | 22        | Das Heirate-mich-Gesicht     | The Proton Transmogrification      | 1. Mai 2014          | 3. Nov. 2014                          | Mark Cendrowski | Steven Molaro, Eric Kaplan & Steve Holland Idee: Jim Reynolds, Maria Ferrari & Jeremy Howe        | 16,07 Mio.      |
| 158        | 23        | Irgendwie verlobt            | The Gorilla Dissolution            | 8. Mai 2014          | 10. Nov. 2014                         | Peter Chakos    | Steven Molaro, Steve Holland & Eric Kaplan Idee: Chuck Lorre, Jim Reynolds & Jeremy Howe          | 14,42 Mio.      |
| 159        | 24        | Sei vorsichtig und ruf an!   | The Status Quo Combustion          | 15. Mai 2014         | 17. Nov. 2014                         | Mark Cendrowski | Steven Molaro, Steve Holland & Tara Hernandez Idee: Eric Kaplan, Jim Reynolds & Jeremy Howe       | 16,73 Mio.      |

## Staffel 8
Die Erstausstrahlung der achten Staffel war ab dem 22. September 2014 bis zum 7. Mai 2015 auf dem US-amerikanischen Sender CBS zu sehen. Die deutschsprachige Erstausstrahlung der ersten zwölf Folgen sendete der deutsche Free-TV-Sender ProSieben vom 5. Januar bis zum 23. März 2015, die restlichen zwölf Folgen strahlte ProSieben vom 14. September bis zum 30. November 2015 aus.
| Nr. (ges.) | Nr. (St.) | Deutscher Titel                   | Originaltitel                     | Erstausstrahlung USA | Deutschsprachige Erstausstrahlung (D) | Regie           | Drehbuch | Zuschauer (USA) |
| ---------- | --------- | --------------------------------- | --------------------------------- | -------------------- | ------------------------------------- | --------------- | --- | --------------- |
| 160        | 1         | Halbnackt in Arizona              | The Locomotion Interruption       | 22. Sep. 2014        | 5. Jan. 2015                          | Mark Cendrowski | Steven Molaro, Steve Holland & Eric Kaplan Idee: Jim Reynolds, Maria Ferrari & Tara Hernandez                   | 18,08 Mio.      |
| 161        | 2         | Dunkle Materie                    | The Junior Professor Solution     | 22. Sep. 2014        | 12. Jan. 2015                         | Mark Cendrowski | Jim Reynolds, Maria Ferrari & Tara Hernandez Idee: Steven Molaro, Eric Kaplan & Steve Holland                   | 18,30 Mio.      |
| 162        | 3         | Werfen wie ein Mädchen            | The First Pitch Insufficiency     | 29. Sep. 2014        | 19. Jan. 2015                         | Mark Cendrowski | Steven Molaro, Steve Holland & Maria Ferrari Idee: Chuck Lorre, Jim Reynolds & Anthony Del Broccolo             | 16,44 Mio.      |
| 163        | 4         | Der Mann, der beide im Bett hatte | The Hook-Up Reverberation         | 6. Okt. 2014         | 26. Jan. 2015                         | Mark Cendrowski | Steven Molaro, Eric Kaplan & Jim Reynolds Idee: Steve Holland, Maria Ferrari & Tara Hernandez                   | 15,94 Mio.      |
| 164        | 5         | Das Vegas-Weekend                 | The Focus Attenuation             | 13. Okt. 2014        | 2. Feb. 2015                          | Mark Cendrowski | Steven Molaro, Eric Kaplan & Steve Holland Idee: Jim Reynolds, Maria Ferrari & Adam Faberman                    | 15,32 Mio.      |
| 165        | 6         | Festgehalt statt Taschengeld      | The Expedition Approximation      | 20. Okt. 2014        | 9. Feb. 2015                          | Mark Cendrowski | Jim Reynolds, Steve Holland & Maria Ferrari Idee: Steven Molaro, Dave Goetsch & Tara Hernandez                  | 16,02 Mio.      |
| 166        | 7         | Das Mississippi-Missverständnis   | The Misinterpretation Agitation   | 30. Okt. 2014        | 16. Feb. 2015                         | Mark Cendrowski | Steven Molaro, Steve Holland & Maria Ferrari Idee: Chuck Lorre, Eric Kaplan & Jim Reynolds                      | 16,25 Mio.      |
| 167        | 8         | Es muss Liebe sein                | The Prom Equivalency              | 6. Nov. 2014         | 23. Feb. 2015                         | Mark Cendrowski | Steven Molaro, Eric Kaplan & Maria Ferrari Idee: Jim Reynolds, Steve Holland & Jeremy Howe                      | 16,56 Mio.      |
| 168        | 9         | Eine Urne für Leonard             | The Septum Deviation              | 13. Nov. 2014        | 2. März 2015                          | Anthony Rich    | Eric Kaplan, Steve Holland & Tara Hernandez Idee: Steven Molaro, Bill Prady & Maria Ferrari                     | 16,90 Mio.      |
| 169        | 10        | Der Champagnerpakt                | The Champagne Reflection          | 20. Nov. 2014        | 9. März 2015                          | Mark Cendrowski | Jim Reynolds, Steve Holland & Dave Goetsch Idee: Steven Molaro, Tara Hernandez & Dr. David Saltzberg            | 14,61 Mio.      |
| 170        | 11        | Weihnachtswunder mit Taube        | The Clean Room Infiltration       | 11. Dez. 2014        | 16. März 2015                         | Mark Cendrowski | Eric Kaplan, Jim Reynolds & Steve Holland Idee: Maria Ferrari, Tara Hernandez & Jeremy Howe                     | 15,49 Mio.      |
| 171        | 12        | Eine Nacht pro Woche              | The Space Probe Disintegration    | 8. Jan. 2015         | 23. März 2015                         | Mark Cendrowski | Steven Molaro, Steve Holland & Maria Ferrari Idee: Bill Prady, Eric Kaplan & Jim Reynolds                       | 18,11 Mio.      |
| 172        | 13        | Der optimale Angstbereich         | The Anxiety Optimization          | 29. Jan. 2015        | 14. Sep. 2015                         | Mark Cendrowski | Jim Reynolds, Steve Holland & Tara Hernandez Idee: Eric Kaplan, Maria Ferrari & Adam Faberman                   | 17,25 Mio.      |
| 173        | 14        | Sheldon und der Troll             | The Troll Manifestation           | 5. Feb. 2015         | 21. Sep. 2015                         | Mark Cendrowski | Jim Reynolds, Steve Holland & Maria Ferrari Idee: Steven Molaro, Eric Kaplan & Tara Hernandez                   | 17,09 Mio.      |
| 174        | 15        | Ein Prosit auf Mrs. Wolowitz      | The Comic Book Store Regeneration | 19. Feb. 2015        | 28. Sep. 2015                         | Mark Cendrowski | Steven Molaro, Eric Kaplan & Steve Holland Idee: Jim Reynolds, Maria Ferrari & Jeremy Howe                      | 17,49 Mio.      |
| 175        | 16        | Die Intimitäts-Beschleunigung     | The Intimacy Acceleration         | 26. Feb. 2015        | 5. Okt. 2015                          | Mark Cendrowski | Steven Molaro, Jim Reynolds & Steve Holland Idee: Dave Goetsch, Eric Kaplan & Tara Hernandez                    | 16,67 Mio.      |
| 176        | 17        | Die Mars-Bewerbung                | The Colonization Application      | 5. März 2015         | 12. Okt. 2015                         | Mark Cendrowski | Steven Molaro, Eric Kaplan & Maria Ferrari Idee: Dave Goetsch, Jim Reynolds & Tara Hernandez                    | 18,17 Mio.      |
| 177        | 18        | Das große Reste-Essen             | The Leftover Thermalization       | 12. März 2015        | 19. Okt. 2015                         | Mark Cendrowski | Eric Kaplan, Jim Reynolds & Steve Holland Idee: Steven Molaro, Maria Ferrari & Jeremy Howe                      | 16,13 Mio.      |
| 178        | 19        | Die Skywalker-Attacke             | The Skywalker Incursion           | 2. Apr. 2015         | 26. Okt. 2015                         | Mark Cendrowski | Steven Molaro, Steve Holland & Maria Ferrari Idee: Jim Reynolds, Tara Hernandez & Jeremy Howe                   | 13,89 Mio.      |
| 179        | 20        | Über Nacht im Fort                | The Fortification Implementation  | 9. Apr. 2015         | 2. Nov. 2015                          | Mark Cendrowski | Jim Reynolds, Saladin Patterson & Tara Hernandez Idee: Steven Molaro, Steve Holland & Maria Ferrari             | 14,78 Mio.      |
| 180        | 21        | Wir sind alle Chef                | The Communication Deterioration   | 16. Apr. 2015        | 9. Nov. 2015                          | Mark Cendrowski | Dave Goetsch, Steve Holland, Jeremy Howe & Tara Hernandez Idee: Steven Molaro, Eric Kaplan & Jim Reynolds       | 14,82 Mio.      |
| 181        | 22        | Angriff der Killerdrohne          | The Graduation Transmission       | 23. Apr. 2015        | 16. Nov. 2015                         | Anthony Rich    | Chuck Lorre, Dave Goetsch & Anthony Del Broccolo Idee: Steven Molaro, Steve Holland & Eric Kaplan               | 14,63 Mio.      |
| 182        | 23        | Mütter in Aufruhr                 | The Maternal Combustion           | 30. Apr. 2015        | 23. Nov. 2015                         | Anthony Rich    | Chuck Lorre, Peter Chakos, Kristy Cecil & Anthony Del Broccolo Idee: Steven Molaro, Steve Holland & Eric Kaplan | 13,85 Mio.      |
| 183        | 24        | Es waren doch nur Küsse           | The Commitment Determination      | 7. Mai 2015          | 30. Nov. 2015                         | Mark Cendrowski | Steven Molaro, Steve Holland & Eric Kaplan Idee: Chuck Lorre, Jim Reynolds & Maria Ferrari                      | 14,64 Mio.      |

## Staffel 9
Die Erstausstrahlung der neunten Staffel war vom 21. September 2015 bis zum 12. Mai 2016 auf dem US-amerikanischen Sender CBS zu sehen. Die deutschsprachige Erstausstrahlung sendete der deutsche Free-TV-Sender ProSieben vom 4. Januar bis zum 21. November 2016.
| Nr. (ges.) | Nr. (St.) | Deutscher Titel                        | Originaltitel                   | Erstausstrahlung USA | Deutschsprachige Erstausstrahlung (D) | Regie           | Drehbuch | Zuschauer (USA) |
| ---------- | --------- | -------------------------------------- | ------------------------------- | -------------------- | ------------------------------------- | --------------- | --- | --------------- |
| 184        | 1         | Hochzeitsnacht mit Sheldon             | The Matrimonial Momentum        | 21. Sep. 2015        | 4. Jan. 2016                          | Mark Cendrowski | Steven Molaro, Steve Holland & Eric Kaplan Idee: Chuck Lorre, Jim Reynolds & Maria Ferrari                     | 18,20 Mio.      |
| 185        | 2         | Ehevollzug!                            | The Separation Oscillation      | 28. Sep. 2015        | 11. Jan. 2016                         | Mark Cendrowski | Chuck Lorre, Jim Reynolds & Maria Ferrari Idee: Steven Molaro, Steve Holland & Tara Hernandez                  | 15,23 Mio.      |
| 186        | 3         | Feynmans Van                           | The Bachelor Party Corrosion    | 5. Okt. 2015         | 18. Jan. 2016                         | Mark Cendrowski | Steven Molaro, Steve Holland & Eric Kaplan Idee: Dave Goetsch, Jim Reynolds & Jeremy Howe                      | 15,40 Mio.      |
| 187        | 4         | Zurück nach 2003                       | The 2003 Approximation          | 12. Okt. 2015        | 25. Jan. 2016                         | Mark Cendrowski | Steven Molaro, Maria Ferrari & Tara Hernandez Idee: Chuck Lorre, Steve Holland & Eric Kaplan                   | 14,96 Mio.      |
| 188        | 5         | Duell in drei Jahren                   | The Perspiration Implementation | 19. Okt. 2015        | 1. Feb. 2016                          | Mark Cendrowski | Steve Holland, Jim Reynolds & Saladin Patterson Idee: Chuck Lorre, Eric Kaplan & Maria Ferrari                 | 14,68 Mio.      |
| 189        | 6         | Die Helium-Krise                       | The Helium Insufficiency        | 26. Okt. 2015        | 8. Feb. 2016                          | Mark Cendrowski | Steven Molaro, Eric Kaplan & Jim Reynolds Idee: Steve Holland, Maria Ferrari & Anthony Del Broccolo            | 16,23 Mio.      |
| 190        | 7         | Die Spockumentation                    | The Spock Resonance             | 5. Nov. 2015         | 15. Feb. 2016                         | Nikki Lorre     | Steven Molaro, Steve Holland & Jeremy Howe Idee: Chuck Lorre, Jim Reynolds & Tara Hernandez                    | 14,81 Mio.      |
| 191        | 8         | Spione wie wir                         | The Mystery Date Observation    | 12. Nov. 2015        | 22. Feb. 2016                         | Mark Cendrowski | Steven Molaro, Eric Kaplan & Jim Reynolds Idee: Chuck Lorre, Steve Holland & Tara Hernandez                    | 14,91 Mio.      |
| 192        | 9         | Karotte in Dessous                     | The Platonic Permutation        | 19. Nov. 2015        | 29. Feb. 2016                         | Mark Cendrowski | Jim Reynolds, Jeremy Howe & Tara Hernandez Idee: Steve Holland, Maria Ferrari & Adam Faberman                  | 15,19 Mio.      |
| 193        | 10        | Der Ohrwurm                            | The Earworm Reverberation       | 10. Dez. 2015        | 7. März 2016                          | Mark Cendrowski | Eric Kaplan, Jim Reynolds & Saladin Patterson Idee: Steven Molaro, Steve Holland & Jeremy Howe                 | 15,27 Mio.      |
| 194        | 11        | Premierenfieber                        | The Opening Night Excitation    | 17. Dez. 2015        | 14. März 2016                         | Mark Cendrowski | Steven Molaro, Eric Kaplan & Tara Hernandez Idee: Steve Holland, Jim Reynolds & Maria Ferrari                  | 17,22 Mio.      |
| 195        | 12        | Der romantische Asteroid               | The Sales Call Sublimation      | 7. Jan. 2016         | 21. März 2016                         | Mark Cendrowski | Steve Holland, Jim Reynolds & Saladin Patterson Idee: Steven Molaro, Maria Ferrari & Anthony Del Broccolo      | 15,85 Mio.      |
| 196        | 13        | Die Sheldon-Cooper-Entschuldigungstour | The Empathy Optimization        | 14. Jan. 2016        | 29. Aug. 2016                         | Mark Cendrowski | Chuck Lorre, Eric Kaplan & Dave Goetsch Idee: Steven Molaro, Steve Holland & Saladin K. Patterson              | 15,75 Mio.      |
| 197        | 14        | Der Besuch der alten Dame              | The Meemaw Materialization      | 4. Feb. 2016         | 5. Sept. 2016                         | Mark Cendrowski | Chuck Lorre, Jim Reynolds & Maria Ferrari Idee: Steven Molaro, Steve Holland & Tara Hernandez                  | 15,29 Mio.      |
| 198        | 15        | Tränen am Valentinstag                 | The Valentino Submergence       | 11. Feb. 2016        | 12. Sept. 2016                        | Mark Cendrowski | Steven Molaro, Jim Reynolds & Tara Hernandez Idee: Steve Holland, Eric Kaplan & Jeremy Howe                    | 16,25 Mio.      |
| 199        | 16        | Die positive Negativreaktion           | The Positive Negative Reaction  | 18. Feb. 2016        | 19. Sept. 2016                        | Mark Cendrowski | Eric Kaplan, Jim Reynolds & Saladin Patterson Idee: Steven Molaro, Steve Holland & Maria Ferrari               | 15,24 Mio.      |
| 200        | 17        | Lebe lang und in Frieden               | The Celebration Experimentation | 25. Feb. 2016        | 26. Sept. 2016                        | Mark Cendrowski | Chuck Lorre, Eric Kaplan & Jeremy Howe Idee: Steven Molaro, Steve Holland & Tara Hernandez                     | 15,94 Mio.      |
| 201        | 18        | Zwischen zwei Frauen                   | The Application Deterioration   | 10. März 2016        | 10. Okt. 2016                         | Mark Cendrowski | Steven Molaro, Eric Kaplan & Adam Faberman Idee: Steve Holland, Jim Reynolds & Maria Ferrari                   | 14,68 Mio.      |
| 202        | 19        | Das emotionale Außenklo                | The Solder Excursion Diversion  | 31. März 2016        | 17. Okt. 2016                         | Mark Cendrowski | Bill Prady, Eric Kaplan & Maria Ferrari Idee: Steven Molaro, Steve Holland & Saladin K. Patterson              | 14,24 Mio.      |
| 203        | 20        | Die Hütte im Wald                      | The Big Bear Precipitation      | 7. Apr. 2016         | 24. Okt. 2016                         | Mark Cendrowski | Chuck Lorre, Dave Goetsch & Tara Hernandez Idee: Steven Molaro, Steve Holland & Jim Reynolds                   | 13,50 Mio.      |
| 204        | 21        | Die tödliche Mortadella                | The Viewing Party Combustion    | 21. Apr. 2016        | 31. Okt. 2016                         | Mark Cendrowski | Eric Kaplan, Maria Ferrari & Jeremy Howe Idee: Steven Molaro, Steve Holland & Tara Hernandez                   | 14,15 Mio.      |
| 205        | 22        | Freunde sind wie Toilettenpapier       | The Fermentation Bifurcation    | 28. Apr. 2016        | 7. Nov. 2016                          | Nikki Lorre     | Steven Molaro, Jim Reynolds & Anthony Del Broccolo Idee: Chuck Lorre, Steve Holland & Tara Hernandez           | 14,13 Mio.      |
| 206        | 23        | Das Warteschlangen-Problem             | The Line Substitution Solution  | 5. Mai 2016          | 14. Nov. 2016                         | Anthony Rich    | Steve Holland, Saladin K. Patterson & Maria Ferrari Idee: Steve Holland, Saladin K. Patterson & Tara Hernandez | 13,22 Mio.      |
| 207        | 24        | Die Annäherungs-Versuchung             | The Convergence Convergence     | 12. Mai 2016         | 21. Nov. 2016                         | Mark Cendrowski | Steven Molaro, Tara Hernandez & Adam Faberman Idee: Chuck Lorre, Steve Holland & Jeremy Howe                   | 14,73 Mio.      |

## Staffel 10
Die Erstausstrahlung der zehnten Staffel war vom 19. September 2016 bis zum 11. Mai 2017 auf dem US-amerikanischen Fernsehsender CBS zu sehen. Die deutschsprachige Erstausstrahlung wurde vom 2. Januar bis 30. Oktober 2017 auf dem deutschen Free-TV-Sender ProSieben gesendet.
| Nr. (ges.) | Nr. (St.) | Deutscher Titel                       | Originaltitel                    | Erstausstrahlung USA | Deutschsprachige Erstausstrahlung (D) | Regie           | Drehbuch | Zuschauer (USA) |
| ---------- | --------- | ------------------------------------- | -------------------------------- | -------------------- | ------------------------------------- | --------------- | --- | --------------- |
| 208        | 1         | Die Beischlaf-Vermutung               | The Conjugal Conjecture          | 19. Sep. 2016        | 2. Jan. 2017                          | Mark Cendrowski | Steven Molaro, Eric Kaplan & Jim Reynolds Idee: Chuck Lorre, Steve Holland & Tara Hernandez                  | 15,82 Mio.      |
| 209        | 2         | Die Schweige-Verpflichtung            | The Military Miniaturization     | 26. Sept. 2016       | 9. Jan. 2017                          | Mark Cendrowski | Steven Molaro, Steve Holland & Maria Ferrari Idee: Chuck Lorre, Eric Kaplan & Jim Reynolds                   | 14,24 Mio.      |
| 210        | 3         | Das künstliche Koffein-Problem        | The Dependence Transcendence     | 3. Okt. 2016         | 16. Jan. 2017                         | Mark Cendrowski | Steve Holland, Maria Ferrari & Jeremy Howe Idee: Steven Molaro, Saladin K. Patterson & Tara Hernandez        | 14,32 Mio.      |
| 211        | 4         | Das Kohabitations-Experiment          | The Cohabitation Experimentation | 10. Okt. 2016        | 23. Jan. 2017                         | Mark Cendrowski | Steven Molaro, Steve Holland & Tara Hernandez Idee: Chuck Lorre, Dave Goetsch & Maria Ferrari                | 14,41 Mio.      |
| 212        | 5         | Die Whirlpool-Kontamination           | The Hot Tub Contamination        | 17. Okt. 2016        | 30. Jan. 2017                         | Mark Cendrowski | Steve Holland, Eric Kaplan & Jim Reynolds Idee: Chuck Lorre, Maria Ferrari & Tara Hernandez                  | 14,20 Mio.      |
| 213        | 6         | Kick it like Baby                     | The Fetal Kick Catalyst          | 27. Okt. 2016        | 6. Feb. 2017                          | Mark Cendrowski | Steven Molaro, Saladin K. Patterson & Anthony Del Broccolo Idee: Steve Holland, Tara Hernandez & Jeremy Howe | 14,31 Mio.      |
| 214        | 7         | Die Verzögerungstaktik                | The Veracity Elasticity          | 3. Nov. 2016         | 13. Feb. 2017                         | Mark Cendrowski | Steve Holland, Jim Reynolds & Adam Faberman Idee: Steven Molaro, Eric Kaplan & Maria Ferrari                 | 14,18 Mio.      |
| 215        | 8         | Der Verführungskünstler               | The Brain Bowl Incubation        | 10. Nov. 2016        | 20. Feb. 2017                         | Mark Cendrowski | Steven Molaro, Maria Ferrari & Tara Hernandez Idee: Chuck Lorre, Steve Holland & Saladin K. Patterson        | 14,47 Mio.      |
| 216        | 9         | Das Freund-Feind-Dilemma              | The Geology Elevation            | 17. Nov. 2016        | 27. Feb. 2017                         | Mark Cendrowski | Steve Holland, Jim Reynolds & Jeremy Howe Idee: Chuck Lorre, Eric Kaplan & Maria Ferrari                     | 14,34 Mio.      |
| 217        | 10        | Die Eigentums-Verteilungs-Problematik | The Property Division Collision  | 1. Dez. 2016         | 6. März 2017                          | Mark Cendrowski | Steven Molaro, Maria Ferrari & Tara Hernandez Idee: Steve Holland, Bill Prady & Dave Goetsch                 | 14,54 Mio.      |
| 218        | 11        | Immer zum Geburtstag                  | The Birthday Synchronicity       | 15. Dez. 2016        | 13. März 2017                         | Nikki Lorre     | Steven Molaro, Eric Kaplan & Tara Hernandez Idee: Chuck Lorre, Steve Holland & Maria Ferrari                 | 15,96 Mio.      |
| 219        | 12        | Die Feiertags-Zusammenfassung         | The Holiday Summation            | 5. Jan. 2017         | 20. März 2017                         | Mark Cendrowski | Steve Holland, Maria Ferrari & Jeremy Howe Idee: Steven Molaro, Eric Kaplan & Tara Hernandez                 | 16,80 Mio.      |
| 220        | 13        | Die Neuvermessung der Liebe           | The Romance Recalibration        | 19. Jan. 2017        | 27. März 2017                         | Mark Cendrowski | Steven Molaro, Steve Holland & Saladin K. Patterson Idee: Chuck Lorre, Dave Goetsch & Anthony Del Broccolo   | 15,15 Mio.      |
| 221        | 14        | Der Emotionen-Detektor                | The Emotion Detection Automation | 2. Feb. 2017         | 3. Apr. 2017                          | Mark Cendrowski | Steve Holland, Jim Reynolds & Saladin K. Patterson Idee: Chuck Lorre, Steven Molaro & Eric Kaplan            | 14,66 Mio.      |
| 222        | 15        | Die Charlie-Brown-Gleichung           | The Locomotion Reverberation     | 9. Feb. 2017         | 21. Aug. 2017                         | Mark Cendrowski | Steven Molaro, Maria Ferrari & Tara Hernandez Idee: Chuck Lorre, Steve Holland & Jim Reynolds                | 14,15 Mio.      |
| 223        | 16        | Die Zonen der Privatsphäre            | The Allowance Evaporation        | 16. Feb. 2017        | 28. Aug. 2017                         | Mark Cendrowski | Steven Molaro, Steve Holland & Jim Reynolds Idee: Eric Kaplan, Maria Ferrari & Jeremy Howe                   | 13,51 Mio.      |
| 224        | 17        | Die Comic-Con-Konfusion               | The Comic-Con Conundrum          | 23. Feb. 2017        | 11. Sep. 2017                         | Mark Cendrowski | Steven Molaro, Steve Holland & Maria Ferrari Idee: Eric Kaplan, Saladin K. Patterson & Tara Hernandez        | 13,38 Mio.      |
| 225        | 18        | Die Notausstiegs-Hypothese            | The Escape Hatch Identification  | 9. März 2017         | 18. Sep. 2017                         | Mark Cendrowski | Steve Holland, Jim Reynolds & Tara Hernandez Idee: Steven Molaro, Eric Kaplan & Anthony Del Broccolo         | 13,08 Mio.      |
| 226        | 19        | Die Beschimpfungs-Theorie             | The Collaboration Fluctuation    | 30. März 2017        | 25. Sep. 2017                         | Mark Cendrowski | Steven Molaro, Steve Holland & Dave Goetsch Idee: Chuck Lorre, Tara Hernandez & Giuseppe Graziano            | 12,78 Mio.      |
| 227        | 20        | Der Zeitspar-Modus                    | The Recollection Dissipation     | 6. Apr. 2017         | 2. Okt. 2017                          | Mark Cendrowski | Steven Molaro, Steve Holland & Maria Ferrari Idee: Eric Kaplan, Tara Hernandez & Jeremy Howe                 | 12,59 Mio.      |
| 228        | 21        | Die retrospektive Retrospektive       | The Separation Agitation         | 13. Apr. 2017        | 9. Okt. 2017                          | Mark Cendrowski | Steve Holland, Tara Hernandez & Jeremy Howe Idee: Steven Molaro, Jim Reynolds & Maria Ferrari                | 11,89 Mio.      |
| 229        | 22        | Der Stelzen-Traum                     | The Cognition Regeneration       | 27. Apr. 2017        | 16. Okt. 2017                         | Mark Cendrowski | Dave Goetsch, Eric Kaplan & Jim Reynolds Idee: Steve Holland, Tara Hernandez & Jeremy Howe                   | 12,52 Mio.      |
| 230        | 23        | Das Princeton-Problem                 | The Gyroscopic Collapse          | 4. Mai 2017          | 23. Okt. 2017                         | Anthony Rich    | Steven Molaro, Jim Reynolds & Saladin K. Patterson Idee: Chuck Lorre, Steve Holland & Alex Ayers             | 12,39 Mio.      |
| 231        | 24        | Die Nowitzki-Provokation              | The Long Distance Dissonance     | 11. Mai 2017         | 30. Okt. 2017                         | Mark Cendrowski | Chuck Lorre, Steve Holland & Tara Hernandez Idee: Steven Molaro, Eric Kaplan & Jim Reynolds                  | 12,99 Mio.      |

## Staffel 11
Die Erstausstrahlung der elften Staffel war vom 25. September 2017 bis zum 10. Mai 2018 auf dem US-amerikanischen Fernsehsender CBS zu sehen. Die deutschsprachige Erstausstrahlung wurde vom 8. Januar bis 6. November 2018 auf dem deutschen Free-TV-Sender ProSieben und dem Schweizer Privatsender 3+ gesendet.
| Nr. (ges.) | Nr. (St.) | Deutscher Titel                  | Originaltitel                   | Erstausstrahlung USA | Deutschsprachige Erstausstrahlung (D/CH) | Regie           | Drehbuch                                                                                              | Zuschauer (USA) |
| ---------- | --------- | -------------------------------- | ------------------------------- | -------------------- | ---------------------------------------- | --------------- | --- | --------------- |
| 232        | 1         | Das Doktor-Ramona-Dankeschön     | The Proposal Proposal           | 25. Sep. 2017        | 8. Jan. 2018                             | Mark Cendrowski | Steve Holland, Maria Ferrari & Tara Hernandez Idee: Chuck Lorre, Eric Kaplan & Jeremy Howe            | 17,65 Mio.      |
| 233        | 2         | Das Romulaner-Getränk            | The Retraction Reaction         | 2. Okt. 2017         | 15. Jan. 2018                            | Mark Cendrowski | Dave Goetsch, Eric Kaplan & Anthony Del Broccolo Idee: Steven Molaro, Steve Holland & Maria Ferrari   | 14,06 Mio.      |
| 234        | 3         | Die Entspannungs-Enttäuschung    | The Relaxation Integration      | 9. Okt. 2017         | 22. Jan. 2018                            | Mark Cendrowski | Maria Ferrari, Andy Gordon & Tara Hernandez Idee: Chuck Lorre, Steve Holland & Adam Faberman          | 13,13 Mio.      |
| 235        | 4         | Die Führerschein-Frage           | The Explosion Implosion         | 16. Okt. 2017        | 29. Jan. 2018                            | Mark Cendrowski | Steve Holland, Eric Kaplan & Jeremy Howe Idee: Bill Prady, Maria Ferrari & Tara Hernandez             | 13,07 Mio.      |
| 236        | 5         | Das Erziehungs-Experiment        | The Collaboration Contamination | 23. Okt. 2017        | 5. Feb. 2018                             | Nikki Lorre     | Dave Goetsch, Maria Ferrari & Jeremy Howe Idee: Steven Molaro, Steve Holland & Eric Kaplan            | 13,20 Mio.      |
| 237        | 6         | Die Professor-Proton-Renaissance | The Proton Regeneration         | 2. Nov. 2017         | 12. Feb. 2018                            | Mark Cendrowski | Steve Holland, Andy Gordon & Jeremy Howe Idee: Steven Molaro, Dave Goetsch & Alex Yonks               | 14,14 Mio.      |
| 238        | 7         | Die Geologen-Peinlichkeit        | The Geology Methodology         | 9. Nov. 2017         | 19. Feb. 2018                            | Mark Cendrowski | Eric Kaplan, Maria Ferrari & Tara Hernandez Idee: Steve Holland, Anthony Del Broccolo & Adam Faberman | 13,80 Mio.      |
| 239        | 8         | Die Tesla-Theorie                | The Tesla Recoil                | 16. Nov. 2017        | 26. Feb. 2018                            | Anthony Rich    | Steve Holland, Maria Ferrari & Jeremy Howe Idee: Chuck Lorre, Eric Kaplan & Tara Hernandez            | 13,44 Mio.      |
| 240        | 9         | Die Bitcoin-Odyssee              | The Bitcoin Entanglement        | 30. Nov. 2017        | 5. März 2018                             | Mark Cendrowski | Dave Goetsch, Maria Ferrari & Anthony Del Broccolo Idee: Steve Holland, Andy Gordon & Jeremy Howe     | 13,84 Mio.      |
| 241        | 10        | Das Hochzeitsplanungs-System     | The Confidence Erosion          | 7. Dez. 2017         | 12. März 2018                            | Mark Cendrowski | Steve Holland, Eric Kaplan & Tara Hernandez Idee: Bill Prady, Maria Ferrari & Adam Faberman           | 14,41 Mio.      |
| 242        | 11        | Der Hüpfburg-Enthusiasmus        | The Celebration Reverberation   | 14. Dez. 2017        | 19. März 2018                            | Mark Cendrowski | Dave Goetsch, Maria Ferrari & Jeremy Howe Idee: Steve Holland, Eric Kaplan & Alex Ayers               | 13,73 Mio.      |
| 243        | 12        | Das Trauzeugen-Testverfahren     | The Matrimonial Metric          | 4. Jan. 2018         | 26. März 2018                            | Mark Cendrowski | Steve Holland, Eric Kaplan & Andy Gordon Idee: Maria Ferrari, Tara Hernandez & Jeremy Howe            | 16,16 Mio.      |
| 244        | 13        | Die Watkins-Wahrscheinlichkeit   | The Solo Oscillation            | 11. Jan. 2018        | 9. Apr. 2018                             | Mark Cendrowski | Eric Kaplan, Maria Ferrari & Jeremy Howe Idee: Chuck Lorre, Steve Holland & Anthony Del Broccolo      | 15,93 Mio.      |
| 245        | 14        | Die Zeitzonen-Klausel            | The Separation Triangulation    | 18. Jan. 2018        | 16. Apr. 2018                            | Mark Cendrowski | Steven Molaro, Steve Holland & Tara Hernandez Idee: Chuck Lorre, Eric Kaplan & Maria Ferrari          | 14,92 Mio.      |
| 246        | 15        | Die Professor-Proton-Personalie  | The Novelization Correlation    | 1. Feb. 2018         | 4. Sep. 2018                             | Mark Cendrowski | Eric Kaplan, Maria Ferrari & Jeremy Howe Idee: Steve Holland, Andy Gordon & Adam Faberman             | 14,69 Mio.      |
| 247        | 16        | Das Babynamen-Theater            | The Neonatal Nomenclature       | 1. März 2018         | 11. Sep. 2018                            | Gay Linvill     | Steve Holland, Tara Hernandez & Adam Faberman Idee: Eric Kaplan, Maria Ferrari & Anthony Del Broccolo | 13,75 Mio.      |
| 248        | 17        | Die Athenaeum-Angelegenheit      | The Athenaeum Allocation        | 8. März 2018         | 18. Sep. 2018                            | Mark Cendrowski | Dave Goetsch, Eric Kaplan & Maria Ferrari Idee: Steve Holland, Steven Molaro & Tara Hernandez         | 13,88 Mio.      |
| 249        | 18        | Die Bill-Gates-Begegnung         | The Gates Excitation            | 29. März 2018        | 25. Sep. 2018                            | Mark Cendrowski | Steve Holland, Tara Hernandez & Jeremy Howe Idee: Eric Kaplan, Maria Ferrari & Andy Gordon            | 13,26 Mio.      |
| 250        | 19        | Das Machtwechsel-Modell          | The Tenant Disassociation       | 5. Apr. 2018         | 2. Okt. 2018                             | Mark Cendrowski | Dave Goetsch, Eric Kaplan & Maria Ferrari Idee: Steve Holland, Jeremy Howe & Trevor Alper             | 13,00 Mio.      |
| 251        | 20        | Der Waldmensch Wolcott           | The Reclusive Potential         | 12. Apr. 2018        | 9. Okt. 2018                             | Mark Cendrowski | Steve Holland, Eric Kaplan & Adam Faberman Idee: Maria Ferrari, Anthony Del Broccolo & Tara Hernandez | 12,77 Mio.      |
| 252        | 21        | Der Kometen-Klau                 | The Comet Polarization          | 19. Apr. 2018        | 16. Okt. 2018                            | Mark Cendrowski | Maria Ferrari, Andy Gordon & Tara Hernandez Idee: Steve Holland, Bill Prady & Eric Kaplan             | 12,91 Mio.      |
| 253        | 22        | Der Hochzeitskleid-Hype          | The Monetary Insufficiency      | 26. Apr. 2018        | 23. Okt. 2018                            | Nikki Lorre     | Steve Holland, Eric Kaplan & Jeremy Howe Idee: Dave Goetsch, Maria Ferrari & Tara Hernandez           | 11,79 Mio.      |
| 254        | 23        | Die Reifendoktor-Reise           | The Sibling Realignment         | 3. Mai 2018          | 30. Okt. 2018                            | Mark Cendrowski | Dave Goetsch, Maria Ferrari & Jeremy Howe Idee: Steve Holland, Eric Kaplan & Anthony Del Broccolo     | 12,93 Mio.      |
| 255        | 24        | Die Hochzeitsüberraschung        | The Bow Tie Asymmetry           | 10. Mai 2018         | 6. Nov. 2018                             | Mark Cendrowski | Steve Holland, Eric Kaplan & Tara Hernandez Idee: Chuck Lorre, Steven Molaro & Maria Ferrari          | 15,51 Mio.      |

## Staffel 12
Die Erstausstrahlung der zwölften Staffel war vom 24. September 2018 bis zum 16. Mai 2019 auf dem US-amerikanischen Fernsehsender CBS zu sehen. Es war die letzte Staffel der Serie. Die deutschsprachige Erstausstrahlung wird seit dem 1. Januar 2019 auf dem Schweizer Privatsender 3+ gesendet.
| Nr. (ges.) | Nr. (St.) | Deutscher Titel                      | Originaltitel                   | Erstausstrahlung USA | Deutschsprachige Erstausstrahlung (CH) | Regie           | Drehbuch | Zuschauer (USA) |
| ---------- | --------- | ------------------------------------ | ------------------------------- | -------------------- | -------------------------------------- | --------------- | --- | --------------- |
| 256        | 1         | Der unzufällige Zufallssex           | The Conjugal Configuration      | 24. Sep. 2018        | 1. Jan. 2019                           | Mark Cendrowski | Steve Holland, Maria Ferrari & Jeremy Howe Idee: Chuck Lorre, Eric Kaplan & Tara Hernandez                                                                                      | 12,92 Mio.      |
| 257        | 2         | Das Dankeskarten-Mysterium           | The Wedding Gift Wormhole       | 27. Sep. 2018        | 8. Jan. 2019                           | Mark Cendrowski | Dave Goetsch, Eric Kaplan & Andy Gordon Idee: Steve Holland, Steven Molaro & Maria Ferrari                                                                                      | 12,04 Mio.      |
| 258        | 3         | Der indische Heirats-Fragebogen      | The Procreation Calculation     | 4. Okt. 2018         | 15. Jan. 2019                          | Mark Cendrowski | Steve Holland, Maria Ferrari & Anthony Del Broccolo Idee: Chuck Lorre, Tara Hernandez & Adam Faberman                                                                           | 12,29 Mio.      |
| 259        | 4         | Die Tam-Turbulenzen                  | The Tam Turbulence              | 11. Okt. 2018        | 22. Jan. 2019                          | Mark Cendrowski | Dave Goetsch, Eric Kaplan & Jeremy Howe Idee: Steve Holland, Steven Molaro & Maria Ferrari                                                                                      | 12,94 Mio.      |
| 260        | 5         | Die Planetariums-Bromanze            | The Planetarium Collision       | 18. Okt. 2018        | 29. Jan. 2019                          | Mark Cendrowski | Steve Holland, Maria Ferrari & Tara Hernandez Idee: Eric Kaplan, Andy Gordon & Alex Ayers                                                                                       | 12,22 Mio.      |
| 261        | 6         | Die Imitations-Irritation            | The Imitation Perturbation      | 25. Okt. 2018        | 5. Feb. 2019                           | Mark Cendrowski | Eric Kaplan, Jeremy Howe & Adam Faberman Idee: Steve Holland, Maria Ferrari & Tara Hernandez                                                                                    | 12,99 Mio.      |
| 262        | 7         | Die Ablehnungs-Attraktion            | The Grant Allocation Derivation | 1. Nov. 2018         | 12. Feb. 2019                          | Mark Cendrowski | Steve Holland, Dave Goetsch & Maria Ferrari Idee: Eric Kaplan, Anthony Del Broccolo & Alex Yonks                                                                                | 12,64 Mio.      |
| 263        | 8         | Die Vollzugs-Verweigerung            | The Consummation Deviation      | 8. Nov. 2018         | 19. Feb. 2019                          | Mark Cendrowski | Eric Kaplan, Andy Gordon & Adam Faberman Idee: Chuck Lorre, Steve Holland & Maria Ferrari                                                                                       | 12,85 Mio.      |
| 264        | 9         | Die russische Widerlegung            | The Citation Negation           | 15. Nov. 2018        | 26. Feb. 2019                          | Kristy Cecil    | Steve Holland, Dave Goetsch & Maria Ferrari Idee: Eric Kaplan, Tara Hernandez & Jeremy Howe                                                                                     | 12,56 Mio.      |
| 265        | 10        | Die Theorie-Trauer                   | The VCR Illumination            | 6. Dez. 2018         | 5. März 2019                           | Mark Cendrowski | Maria Ferrari, Andy Gordon & Jeremy Howe Idee: Steve Holland, Steven Molaro & Bill Prady                                                                                        | 12,52 Mio.      |
| 266        | 11        | Die Paintball-Partnerkrisen          | The Paintball Scattering        | 3. Jan. 2019         | 12. März 2019                          | Mark Cendrowski | Steve Holland, Eric Kaplan & Anthony Del Broccolo Idee: Maria Ferrari, Tara Hernandez & Adam Faberman                                                                           | 12,55 Mio.      |
| 267        | 12        | Der Fortpflanzungs-Vorschlag         | The Propagation Proposition     | 10. Jan. 2019        | 19. März 2019                          | Mark Cendrowski | Maria Ferrari, Dave Goetsch & Eric Kaplan Idee: Chuck Lorre, Steve Holland & Jeremy Howe                                                                                        | 13,53 Mio.      |
| 268        | 13        | Der Nobelpreis-Diebstahlsversuch     | The Confirmation Polarization   | 17. Jan. 2019        | 27. Aug. 2019                          | Mark Cendrowski | Steve Holland, Maria Ferrari & Tara Hernandez Idee: Eric Kaplan, Andy Gordon & Anthony Del Broccolo                                                                             | 13,32 Mio.      |
| 269        | 14        | Die Bewegungsmelder-Belästigung      | The Meteorite Manifestation     | 31. Jan. 2019        | 3. Sep. 2019                           | Mark Cendrowski | Eric Kaplan, Tara Hernandez & Jeremy Howe Idee: Chuck Lorre, Steve Holland & Maria Ferrari                                                                                      | 13,66 Mio.      |
| 270        | 15        | Das Zuchthengst-Dilemma              | The Donation Oscillation        | 7. Feb. 2019         | 10. Sep. 2019                          | Mark Cendrowski | Steve Holland, Dave Goetsch & Maria Ferrari Idee: Bill Prady, Jeremy Howe & Adam Faberman                                                                                       | 13,97 Mio.      |
| 271        | 16        | Die Prominenten-Peinlichkeit         | The D&D Vortex                  | 21. Feb. 2019        | 17. Sep. 2019                          | Mark Cendrowski | Eric Kaplan, Andy Gordon & Tara Hernandez Idee: Steve Holland, Maria Ferrari & Anthony Del Broccolo                                                                             | 13,48 Mio.      |
| 272        | 17        | Das Menschen-Frosch-Problem          | The Conference Valuation        | 7. März 2019         | 24. Sep. 2019                          | Mark Cendrowski | Steve Holland, Maria Ferrari & Jeremy Howe Idee: Chuck Lorre, Steven Molaro & Eric Kaplan                                                                                       | 12,99 Mio.      |
| 273        | 18        | Die Nobelpreisträger-Beleidigung     | The Laureate Accumulation       | 4. Apr. 2019         | 1. Okt. 2019                           | Mark Cendrowski | Dave Goetsch, Eric Kaplan & Maria Ferrari Idee: Steve Holland, Adam Faberman & David Saltzberg                                                                                  | 12,22 Mio.      |
| 274        | 19        | Das Roller-Revival                   | The Inspiration Deprivation     | 18. Apr. 2019        | 8. Okt. 2019                           | Mark Cendrowski | Steve Holland, Anthony Del Broccolo & Tara Hernandez Idee: Eric Kaplan, Maria Ferrari & Andy Gordon                                                                             | 11,44 Mio.      |
| 275        | 20        | Die Entscheidungsfindungs-Verwirrung | The Decision Reverberation      | 25. Apr. 2019        | 15. Okt. 2019                          | Mark Cendrowski | Eric Kaplan, Maria Ferrari & Jeremy Howe Idee: Steven Molaro, Steve Holland & Tara Hernandez                                                                                    | 11,84 Mio.      |
| 276        | 21        | Das Plagiats-Problem                 | The Plagiarism Schism           | 2. Mai 2019          | 22. Okt. 2019                          | Nikki Lorre     | Steve Holland, Dave Goetsch & Tara Hernandez Idee: Eric Kaplan, Maria Ferrari & Adam Faberman                                                                                   | 12,48 Mio.      |
| 277        | 22        | Das Notting-Hill-Paradigma           | The Maternal Conclusion         | 9. Mai 2019          | 29. Okt. 2019                          | Kristy Cecil    | Maria Ferrari, Andy Gordon & Anthony Del Broccolo Idee: Steve Holland, Eric Kaplan & Jeremy Howe                                                                                | 12,59 Mio.      |
| 278        | 23        | Die Keine-Konstante-Katastrophe      | The Change Constant             | 16. Mai 2019         | 5. Nov. 2019                           | Mark Cendrowski | Chuck Lorre, Steve Holland, Steven Molaro, Bill Prady, Dave Goetsch, Eric Kaplan, Maria Ferrari, Andy Gordon, Anthony Del Broccolo, Tara Hernandez, Jeremy Howe & Adam Faberman | 18,52 Mio.      |
| 279        | 24        | Das Stockholm-Syndrom                | The Stockholm Syndrome          | 16. Mai 2019         | 12. Nov. 2019                          | Mark Cendrowski | Chuck Lorre, Steve Holland, Steven Molaro, Bill Prady, Dave Goetsch, Eric Kaplan, Maria Ferrari, Andy Gordon, Anthony Del Broccolo, Tara Hernandez, Jeremy Howe & Adam Faberman | 18,52 Mio.      |

## Special
In dieser Special-Episode, die am selben Tag wie das Serienfinale ausgestrahlt wurde, führen die beiden Hauptdarsteller Johnny Galecki und Kaley Cuoco rückblickend durch die besten Momente der gesamten Serie und gewähren Hintergrund-Einblicke in die Produktion und das Studio.
| Nr. (ges.) | Nr. (St.) | Deutscher Titel                       | Originaltitel                               | Erstausstrahlung USA | Deutschsprachige Erstausstrahlung (CH) | Regie       | Drehbuch                                   | Zuschauer (USA) |
| ---------- | --------- | ------------------------------------- | ------------------------------------------- | -------------------- | -------------------------------------- | ----------- | ------------------------------------------ | --------------- |
| —          | 1         | Bye Bye Big Bang Theory – Das Special | Unraveling the Mystery: A Big Bang Farewell | 16. Mai 2019         | 12. Nov. 2019                          | Chuck Lorre | Chuck Lorre, Steven Molaro & Steve Holland | 11,61 Mio.      |